# Gouania virgata
Gouania virgata är en brakvedsväxtart som beskrevs av Reiss.. Gouania virgata ingår i släktet Gouania och familjen brakvedsväxter. Inga underarter finns listade i Catalogue of Life.